# Mauricio Javier Martínez Neira
Mauricio Javier Martinez Neira (Talcahuano, Región del Biobío, Chile, 30 de marzo de 1995) es un futbolista profesional chileno que se desempeña como mediocampista y actualmente milita en el equipo amateur de caleta lenga de la liga de hualpen, tras dos pasos por el fútbol chino.

## Trayectoria
En el año 2002 se integró a la edad de 7 años a la escuela de futbol de Huachipato, club de la Primera División de Chile donde realizó toda su formación deportiva.
En el año 2011 con tan solo 16 años, fue llamado a ser parte del grupo selecto de proyección del club para integrarse al plantel de honor, donde no debutó ningún partido oficial.
Luego de sus destacadas participaciones en el fútbol joven de la primera división de Chile bastó para que en el año 2013 un Ojeador español contactara a Mauricio Martinez para emigrar al Sichuan Longfor F.C. (ahora nombrado Sichuan Annapurna) de la China League One, donde estuvo una temporada y tras no llegar a un acuerdo para su renovación, recibió la llamada de Naval de Talcahuano dirigió ese año por el director Técnico Felipe Cornejo, Integrándose en la plantilla para la temporada 2014.
En la temporada 2015 fue cedido a Lota Schwager, con la intención de contar con más minutos de juego para seguir progresando en su carrera profesional, club de la segunda división profesional de Chile al igual que Naval de Talcahuano equipo propietario de sus derechos.
En el año 2016 asumió en Naval de Talcahuano como director técnico Óscar Correa (estratega que lo había dirigido en las categorías inferiores del club deportivo Huachipato) no dudando en dar por finalizada la cesión de Mauricio Martínez para poder contar con el jugador en su plantilla.
En el año 2017 asumió como técnico Patricio Almendra quien arma una plantilla totalmente renovada. Seleccionando para su equipo a solo cuatro jugadores de la temporada pasada. Uno era el gran referente y capitán Mario Salgado, el portero Gustavo Merino, el Central Jeribeth Carrasco y el Mediocampista Mauricio Martínez, logrando el Subcampeonato ese año y al mismo tiempo Naval de Talcahuano descendería por problemas administrativos por lo cual todos los jugadores que conformaban la plantilla del club quedaron en libertad de acción.
En el año 2018, Mauricio Martínez recibió una llamada del director técnico José Hernández (estratega español que lo había dirigido en el año 2014 en el Sichuan Longfor F.C de dicho país) para integrarse a Guizhou Fengyun FC, un club recién formado para iniciar la competición en la tercera categoría del fútbol chino.
Martínez participó como entrenador en escuelas chinas de fútbol en la provincia sureña de Guizhou. A inicios de 2020, sus vacaciones en Chile coincidieron con la expansión de la COVID-19 en China, por lo que se quedó atrapadado en el país sudamericano. Aunque tenía contrato vigente con el Guiyang Hongrun Chemical, no pudo volver a China y se quedó en Chile.

## Clubes
| Club                                   | País  | Año       |
| -------------------------------------- | ----- | --------- |
| Club Deportivo Huachipato (inferiores) | Chile | 2002-2013 |
| Sichuan Annapurna                      | China | 2013      |
| Naval de Talcahuano                    | Chile | 2014      |
| Lota Schwager                          | Chile | 2015      |
| Naval de Talcahuano                    | Chile | 2016-2017 |
| Guizhou Fengyun F.C.                   | China | 2018      |
| Guiyang Hongrun Chemical               | China | 2019      |
| Provincial Ranco                       | Chile | 2020      |